# Drinker
 (janvier 2011).
Si vous disposez d'ouvrages ou d'articles de référence ou si vous connaissez des sites web de qualité traitant du thème abordé ici, merci de compléter l'article en donnant les références utiles à sa vérifiabilité et en les liant à la section « Notes et références ».
Genre
Espèce
Drinker est un genre de dinosaures ornithopodes de la famille des Hypsilophodontidae qui vivait pendant la période Jurassique, en Amérique du Nord. Relativement petit, Drinker mesurait approximativement 2 m de long et pesait 30 kg. C'était un végétivore bipède qui vivait dans les marais au côté des sauropodes géants, et était la proie de carnivores comme Allosaurus ou Ceratosaurus[réf. nécessaire].
Le spécimen découvert par Robert Bakker a été nommé Drinker nisti (seule espèce connue), d'après le célèbre paléontologue, Edward Drinker Cope, dont la fameuse guerre des os avec son rival Othniel Charles Marsh avait permis la découverte de célèbres dinosaures. Trois spécimens fossiles incomplets ont été découverts[réf. nécessaire].